# Eduard Jõepere
Eduard Jõepere war ein estnischer Fußballspieler. 

## Karriere
Für die Estnische Nationalmannschaft kam Eduard Jõepere im Jahr 1921 zu einem Länderspieleinsatz gegen Finnland. Im Jahr 1921 war er zudem für den Tallinna JK in der Estnischen Meisterschaft aktiv und wurde Vizemeister hinter dem SK Tallinna Sport.